# 峰ひろみ
峰 ひろみ（みね ひろみ、1965年 - ）は、日本の法学者。専門は刑事訴訟法。東京都立大学法学部法律学科教授。厚生労働省医道審議会委員、文部科学省宗教法人審議会委員、東京都個人情報保護審査会委員。

## 人物・経歴
1991年東京都立大学法学部法律学科卒業、法学士。1999年旧司法試験合格。2001年検察官任官、東京地方検察庁検事。2002年名古屋地方検察庁検事。2003年福島地方検察庁郡山支部検事兼福島地方検察庁白河支部検事。2005年東京地方検察庁検事。2006年横浜地方検察庁検事。2007年依願退官、首都大学東京大学院法学政治学研究科法曹養成専攻教授。2020年東京都立大学法学部法学科教授。
専門は刑事訴訟法、刑法、刑事政策。厚生労働省医道審議会委員、文部科学省宗教法人審議会委員、防衛省防衛人事審議会委員、財務省関税等不服審査会委員、暴力団追放運動推進都民センター評議員、東京都情報公開審査会委員、東京都個人情報保護審査会委員、東京都食品安全情報評価委員会委員、大学改革支援・学位授与機構法科大学院認証評価委員会委員、法科大学院協会理事、大学基準協会法科大学院基準委員会委員なども歴任。

## 著書
- 『刑事訴訟実務の基礎 記録篇』（前田雅英編, 青木英憲, 藤井俊郎, 丸山哲巳と共著）弘文堂 2010年
- 『刑事訴訟実務の基礎 解説篇』（前田雅英編, 青木英憲, 藤井俊郎, 丸山哲巳と共著）弘文堂 2010年
- 『刑事訴訟法演習』法学書院 2017年